# Cesenatico
Cesenatico é uma comuna italiana da região da Emília-Romanha, província de Forlì-Cesena, com cerca de 21.370 habitantes. Estende-se por uma área de 45 km², tendo uma densidade populacional de 475 hab/km². Faz fronteira com Cervia (RA), Cesena, Gambettola, Gatteo.

## Demografia
| Variação demográfica do município entre 1861 e 2011                               |
|                                                                                   |
| Fonte: Istituto Nazionale di Statistica (ISTAT) - Elaboração gráfica da Wikipedia |